# Артьонки
Артьо́нки (рос. Артёнки) — присілок в Глазовському районі Удмуртії, Росія.

## Населення
Населення — 2 особи (2010; 5 в 2002).
Національний склад станом на 2002 рік:
- росіяни — 60 %
- удмурти — 40 %

## Урбаноніми[3]
- вулиці — Артьонська